# Nikolai Vatutin
Nikolai Fiodorovitx Vatutin (rus: Николай Федорович Ватутин), (Vorónej, 16 de desembre de 1901 – Kíev, 14 d'abril de 1944) va ser un comandant militar soviètic de la Segona Guerra Mundial. Va participar en les batalles de Stalingrad i Kursk. També participà en l'assetjament de Kòrsun-Xevtxènkivski, juntament amb el General Ivan Kóniev. Moriria a causa de les ferides ocasionades per un nacionalista ucraïnès, sis setmanes després de l'atac.

## Biografia
Nasqué a l'Oblast de Vorónej, fill d'una família de plebeus. El 1920 ingressà a l'Exèrcit Roig i lluità contra els partisans ucraïnesos de Nestor Makhno. L'any següent s'afilià al Partit Bolxevic. Des de 1926, passà una dècada alternant el seu servei militar amb estudis a les Acadèmia Militar Frunze i a l'Acadèmia d'Estat Major. La Gran Purga de l'Exèrcit Roig de 1937-1938 li facilità les oportunitats d'ascens; rebent el rang de Komdiv (comandant de divisió) i va ser designat Cap d'Estat Major del Districte Militar de Kíev. Durant tots aquests anys va combinar el seu servei militar amb activitats del Partit.
El 1939 planejà diverses operacions per a la partició de Polònia amb l'Alemanya Nazi; i el 1940 va ser cap del Grup Sud de l'Exèrcit Roig que, sota el comandament de Júkov, sustragué Besaràbia de Romania. Com a recompensa per les seves campanyes, Stalin el promogué a Tinent general i el designà Cap del Directori Operatiu de l'Estat Major. No obstant això, tot i ser innovador i treballador, Vatutin no estava a l'altura del càrrec, no tenia experiència en combat i els seus coneixements tant en el camp estratègic com operatiu eren molt abstractes. Tot i això, el seu origen humil, el fet de ser relativament jove i el seu treball pel Partit el convertiren en un dels favorits de Stalin dins de l'Exèrcit Roig.
Vatutin, així com la resta de l'alt comandament de l'Exèrcit Roig no van poder preparar a l'exèrcit per a l'atac alemany del 22 de juny de 1941. El 30 de juny de 1941 va ser designat Cap de l'Estat Major del Front Nord-Occidental.

### Batalles al Front Nord-Occidental
Al Front Nord-occidental, l'Exèrcit Roig havia de defendre Leningrad de l'atac del Heeresgruppe Nord, amb els cossos blindats d'Erich von Manstein al capdavant. Vatutin va prendre el control de les forces soviètiques prop de Nóvgorod, reunint-les i animant-les per a prendre l'ofensiva, a fi d'envoltar a una bona part de l'exèrcit alemany. Així, va aconseguir sorprendre a Manstein, el feu posar a la defensiva i obligà a tot el Grup d'Exèrcits Nord a reagrupar-se per detenir l'ofensiva soviètica. En conseqüència, la Wehrmacht no va poder aprofitar totalment l'estiu, condició imprescindible per realitzar un atac efectiu sobre Leningrad, mentre que l'Exèrcit Nord guanyava temps per a enfortir les defenses de la ciutat.
Els alemanys no van poder capturar Leningrad, un dels fracassos estratègics més importants de l'inici de la guerra. Els resultats operatius immediats de Vatutin van ser, això no obstant, menys impressionants. Va sobreestimar la capacitat de les seves tropes i es proposava objectius molt ambiciosos, a l'hora que hi havia un pobre control del desenvolupament de la batalla i de la coordinació de les tropes; a més de no tenir present fins a quin punt era un terreny escabrós que beneficiava les instal·lacions defensives alemanyes i demorava el seu atac. La xifra de baixes entre els seus homes era enorme, arribant a un 60% en un exèrcit. Tampoc li va ser de cap ajut la ineptitud de gran part dels seus subordinats, dels que s'escapava Ivan Txerniakhovski, llavors un jove coronel al capdavant de la 28a divisió blindada.
El gener de 1942, durant l'ofensiva soviètica d'hivern que seguí a la victòria de l'Exèrcit Roig a la batalla de Moscou, Vatutin envoltà dos cossos alemanys a Demjansk. Els exèrcits alemanys i soviètics eren d'igual mida, i durant la batalla, Vatutin emprà tàctiques innovadores, mentre que els alemanys van fer servir tàctiques convencionals. No va poder destruir les defenses alemanyes (en gran manera donada la feblesa de la Força Aèria Roja). L'abril del 1942, Vatutin finalment aconseguí obrir les línies alemanyes, tot just en el moment en què una força de socors alemanya s'unia a l'acció. Els alemanys, després de la seva apressada retirada, arribaren a la conclusió de què podrien superar qualsevol setge soviètic mitjançant el suport aeri; assumpció que contribuiria al desastre del 6è Exèrcit a Stalingrad.

### Batalles al Front Sud-Occidental
Entre maig i juliol de 1942 va actuar un breu temps com a delegat del Cap d'Estat Major General de l'Exèrcit Roig, fins que el Grup d'Exèrcits Sud inicià l'Operació Blau. A l'inici, l'assalt alemany es concentrà a Vorónej, ja que volien travessar la línia frontal soviètica i atacar als fronts Sud i Sud-Occidental de l'Exèrcit Roig per la rereguarda. L'1 de juliol de 1942, Stalin envià a Vatutin com a representant de la Stavka al Front de Briansk, que en pocs dies passà a anomenar-se Front de Vorónej, nomenant-se a Vatutin com a comandant. Durant la batalla, Vatutin es retrobà amb Txerniakovski qui, en una acció temerària, va fer atacar una sola brigada les forces alemanyes (que estaven a punt de trencar la línia soviètica), fent-les retrocedir. Per aquest motiu, Vatutin convencé a Stalin que atorgués a Txerniakovski el comandament del 60è Exèrcit. Tot i que els alemanys van capturar finalment la ciutat, el seu intent de trencar la línia frontal de l'exèrcit de Vatutin va fracassar. Com a conseqüència d'aquest fracàs, els alemanys van abandonar el seu pla inicial i es van concentrar en la conquesta de Stalingrad.
El 22 d'octubre de 1942, Vatutin va ser nomenat cap del Front Sud-occidental, tenint un paper important en els plans per a la contraofensiva soviètica i encerclament del 6è Exèrcit alemany a la batalla de Stalingrad. Al desembre de 1942, per assegurar el setge al voltant de la ciutat, Vatutin envoltà i destruí al 7è Exèrcit italià, contribuint al fracàs de l'Operació Wintergewitter del mariscal von Manstein.

### Batalles a Ucraïna
El gener de 1943, Vatutin s'esforçà a fer fora als alemanys de l'est d'Ucraïna. Les seves accions permeteren al Front de Vorónej, dirigit per Filipp Gólikov capturar Khàrkiv, però esgotà les seves tropes i no va fer cas als informes d'intel·ligència sobre el desenvolupament de les accions, i Manstein va aconseguir capturar la ciutat de nou al febrer de 1943. la Stavka retirà el comandament a Gólikov, sense tenir en consideració els errors de Vatutin, sinó que Stalin li atorgà el rang de General d'Exèrcit com a premi per la seva audàcia. El 28 de març de 1943, Vatutin assumí el comandament del Front Vorónej, preparant-se per a la batalla de Kursk. Després de la batalla, Vatutin sorprengué a Manstein (que creia que l'Exèrcit Roig era massa feble per atacar) i capturà Bélgorod.
Llavors, Vatutin decidí alliberar Kíev, la qual cosa aconseguí en una ofensiva ben planejada el 6 de novembre de 1943. Després d'aquesta victòria continuà pressionant a les forces alemanyes. Manstein respongué a través de diversos atacs, que van ser infructuosos. El 19 de desembre de 1943 Manstein envoltà, atacà i massacrà el que semblaven ser 4 cossos soviètics que es trobaven a la línia de tren Korosten-Kíev, però només eren un parany. Mentre que Manstein batallava amb els paranys de Vatutin, aquest formà una poderosa força de xoc en una altra secció del front, llançant un atac massiu sobre els alemanys el 25 de desembre que els feu retrocedir encara més cap a occident. El 16 de febrer de 1944, Vatutin i Koniev van aconseguir una important victòria al Setge de Korsun-Txerkassi.
El 28 de febrer de 1944, Vatutin va ser emboscat per membres de l'Exèrcit Insurgent Ucraïnès, mentre que reagrupava a les seves forces per a una nova operació. Va morir a causa de les ferides sis setmanes després a un hospital. Els seus germans, Afanassi Fiódorovitx i Semió Fiodorovitx van morir també en acció al febrer i març de 1944 (la seva mare, Vera Iefimovna, va haver d'enterrar 3 fills en només dos mesos). Nikolai Vatutin va rebre un funeral d'estat a Kíev. Fa ser succeït per Gueorgui Júkov.

## Condecoracions
Heroi de la Unió Soviètica
 Orde de Lenin (2)
 Orde de la Bandera Roja
 Orde de Suvórov de 1a classe
 Orde de Kutuzov de 1a classe
 Medalla del 20è Aniversari de l'Exèrcit Roig
 Medalla de la defensa de Stalingrad